# ستيف جاكسون (لاعب دوري الرغبي)
ستيف جاكسون (بالإنجليزية: Steve Jackson)‏ هو لاعب دوري الرغبي أسترالي، ولد في 22 أكتوبر 1965 في أستراليا.